# Spookfactuur
Een spookfactuur of spooknota is een factuur voor nooit geleverde diensten of goederen waarvan de oplichter hoopt dat deze in de drukte van een administratie voldaan wordt. 
Spookfacturen worden vaak geassocieerd met acquisitiefraude. Waar echter bij acquisitiefraude de oplichter kunstmatig een 'overeenkomst' en een (waardeloze) levering of dienst construeert, gaat het bij een spookfactuur slechts om een factuur. Waar de acquisitiefraudeur doelgericht ondernemers tracht te benaderen, worden spookfacturen vaak lukraak met duizenden tegelijk uitgestuurd. Dit neemt niet weg dat sommige oplichters zich met zowel acquisitiefraude als spookfacturen bezighouden, want beide zijn oplichting door het slachtoffer te laten betalen voor een niet-bestaande levering of dienst.
Meestal gaat het om facturen voor kleinere bedragen (ca. 10 tot 250 euro) die naar zeer veel ondernemingen worden verstuurd. Soms doet men zich tevens voor als een instantie die een verplichte contributie factureert, zoals de Kamer van Koophandel of een financiële controle-instantie. Men anticipeert dat men facturen voor kleinere bedragen makkelijker zal betalen en minder streng zal controleren. En wie betaalt kan worden geregistreerd op een lijst en enige tijd later opnieuw worden 'aangeslagen'.
Varianten op bovenstaande truc zijn:
- De factuur vermeldt een telefoonnummer dat men bij vragen kan bellen. Het nummer is echter een zeer duur betaalnummer dat de ondernemer enkele minuten in de wacht zet of aan de praat houdt, en vervolgens de verbinding verbreekt. De oplichter anticipeert hier erop dat de meeste ondernemers naar het nummer zullen bellen.
- De oplichter doet zich voor als een bestaande of fictieve instantie waaraan 'contributie' betaald moet worden. Vaak worden logo en kleuren van de instantie nagebootst. Instanties als SENA, Stichting Reprorecht, de AFM en de Kamer van Koophandel kunnen bijvoorbeeld worden geïmiteerd.
- De factuur is geen factuur maar een aanbieding, waar echter wel een acceptgiro aan is gehecht. De acquisitiefraudeur kan dan immers achteraf zeggen dat het 'slechts een aanbieding was', en dat de acceptgiro slechts was aangehecht 'zodat geïnteresseerden direct konden betalen'.

## Semi-spookfacturen
Iets dat trekken van een spookfactuur vertoont, is een sommatie van een advocaat of andere juridische dienstverlener, waarin wegens auteursrechtinbreuk een opgeblazen bedrag aan schadevergoeding wordt gevraagd voor foto’s van fotografen of stockfotosites (bijvoorbeeld Getty Images (gettyimages.com), Masterfile). Die foto's zijn soms niet eens auteursrechtelijk beschermd.

## Spookfactuuranalyse
Leverancier stamgegevens (masterdata) kunnen geanalyseerd worden op spookfactuurleveranciers door gespecialiseerde organisaties. Hiermee wordt voorkomen dat een betaling gemaakt wordt waarvan het geld niet terug te vorderen is.